# 成島和久
成島 和久（なるしま　かずひさ、1941年度生まれ）は東京都出身の元野球選手。
東京都品川区出身で、品川区立大崎中学校、明治高校、明治大学を経て、社会人野球の日本コロムビアで野球選手として活躍した。
明治高校では春、夏1度ずつ2度の甲子園出場を果たした。第40回全国高等学校野球選手権大会東京都代表決勝戦では、王貞治が投手だった早稲田実業学校と戦い、1対1で延長戦に入り、延長12回表に早稲田実業に4点を取られたが、その裏明治が5点を奪い劇的な逆転サヨナラ勝利で、甲子園出場を果たした。この時成島は2年生でショートを守っていた。王貞治は今でもこの時のことを生涯忘れられないと語っている。
卒業後は明治大学に入り、東京六大学野球で活躍し、東大戦でホームランも打っている。大学卒業後は、当時の社会人野球の強豪川崎コロムビアに就職し、各種大会で活躍した。
中学の先輩に幸田優、大学の同級生に石岡康三がいる。２０１５年１０月３１日没